# Garde des bois et forêts particulier
 (juin 2025).
En France, un garde des bois et forêts particulier est commissionné par un propriétaire forestier ou un groupement de propriétaires forestiers pour la surveillance de ses biens.

## Historique et statut
En France, on retrouve des traces de ces gardes des bois des propriétés depuis le XVIIe siècle, employés par la noblesse jusqu'à la Restauration. En 1791, ils acquirent le statut d'officier de police judiciaire par l'article 16 du code d'instruction criminelle. À cette époque, les gardes particuliers avaient un statut de garde champêtre particulier. Ils portaient un bicorne, puis un képi ; au bras gauche ils avaient un brassard ou une plaque en laiton avec les inscriptions des mots LA LOI et le nom du commettant.
Les gardes des bois et forêts particuliers sont, depuis 1958, des agents chargés de certaines fonctions de police judiciaire. Ils font partie des gardes particuliers.
Ils sont à distinguer des agents de l'Office national des forêts, lesquels sont des agents de l'État (commissionnés par le ministre chargé de l'Agriculture).

## Compétences en France

### Article L231-1
Les délits et contraventions commis dans les bois ne relevant pas du régime forestier sont recherchés et constatés tant par les gardes des bois et forêts des particuliers que par les gardes champêtres des communes, les gendarmes et, en général, par tous officiers de police judiciaire chargés de rechercher et de constater les délits ruraux.
Les procès-verbaux font foi jusqu'à preuve contraire

### Article L231-2
Sans préjudice de l'application des dispositions de l'article L. 343-1, les procès-verbaux dressés par les gardes particuliers sont adressés, sous peine de nullité, au procureur de la République dans les trois jours qui suivent leur clôture.

### Article L231-3
Les dispositions contenues aux articles L. 152-2, L. 152-3, L. 152-6 à L. 152-8, L. 153-7, L. 153-10 sont applicables à la poursuite des délits et contraventions commis dans les bois ne relevant pas du régime forestier.
Toutefois, dans les cas prévus par l'article L. 152-8, lorsqu'il y a lieu à effectuer la vente des bestiaux saisis, le produit net de la vente est versé à la caisse des dépôts et consignations.

### Article L152-2
Les agents assermentés de l'Office national des forêts sont autorisés à saisir les bestiaux trouvés en infraction et les instruments, véhicules et attelages des auteurs d'infractions et à les mettre en séquestre.
Ils recherchent les objets enlevés par les auteurs d'infractions jusque dans les lieux où ils ont été transportés et les mettent également en séquestre.
Ils ne peuvent néanmoins s'introduire dans les maisons, bâtiments, cours adjacentes et enclos, si ce n'est en présence soit du juge chargé du tribunal d'instance, soit du maire du lieu ou de son adjoint, soit du commissaire de police qui ne peuvent se refuser à accompagner ces agents lorsqu'ils en sont requis par eux pour assister à des perquisitions.
Les magistrats ou fonctionnaires énumérés à l'alinéa précédent sont tenus, en outre, de signer le procès-verbal du séquestre ou de la perquisition faite en leur présence ; en cas de refus de leur part, l'agent assermenté de l'Office national des forêts en fait mention au procès-verbal.

### Article L152-3
Les agents assermentés de l'Office national des forêts arrêtent et conduisent devant le juge chargé du tribunal d'instance ou devant le maire tout inconnu qu'ils ont surpris en flagrant délit.

### Article L152-6
Dans le cas où le procès-verbal porte saisie, il en est fait une expédition qui est déposée dans les vingt-quatre heures au greffe du tribunal d'instance pour qu'il en puisse être donné communication à ceux qui réclameraient des objets saisis.

### Article L152-7
Le juge chargé du tribunal d'instance peut donner mainlevée provisoire de saisie, à la charge de paiement des frais de séquestre et moyennant une bonne et valable caution.
En cas de contestation sur la solvabilité de la caution, il est statué par le juge chargé du tribunal d'instance.

### Article L152-8
Si les bestiaux saisis ne sont pas réclamés dans les cinq jours qui suivent le séquestre, ou s'il n'est pas fourni bonne et valable caution, le juge chargé du tribunal d'instance en ordonne la vente aux enchères au marché le plus voisin. Il y est procédé à la diligence de l'agent des services fiscaux (domaines) qui la fait publier vingt-quatre heures d'avance.
Les frais de séquestre et de vente sont taxés par le juge chargé du tribunal d'instance et prélevés sur le produit de la vente ; le surplus reste déposé entre les mains de l'agent des services fiscaux (domaines) jusqu'à ce qu'il ait été statué en dernier ressort sur le procès-verbal.
Si la réclamation n'a lieu qu'après la vente des bestiaux saisis, le propriétaire n'a droit qu'à la restitution du produit de la vente, tous frais déduits, dans le cas où cette restitution est ordonnée par le jugement.

### Article L153-7
Si, dans une instance en réparation de délit ou contravention, le prévenu excipe d'un droit de propriété ou autre droit réel, le tribunal saisi de la plainte statue sur l'incident en se conformant aux règles suivantes :
– l'exception préjudicielle n'est admise qu'autant qu'elle est fondée, soit sur un titre apparent, soit sur des faits de possession équivalents, personnels au prévenu et par lui articulés avec précision, et si le titre produit ou les faits articulés sont de nature, dans le cas où ils seraient retenus par l'autorité compétente, à ôter au fait qui sert de base aux poursuites tout caractère de délit ou contravention ;
– dans le cas de renvoi à fins civiles, le jugement fixe un bref délai, dans lequel la partie qui a élevé la question préjudicielle doit saisir le juge compétent de la connaissance du litige et justifier de ses diligences, sinon il est passé outre ;
– en cas de condamnation, il est sursis à l'exécution du jugement en ce qui concerne l'emprisonnement, s'il est prononcé, et le montant des amendes, restitutions et dommages et intérêts est versé à la Caisse des dépôts et consignations, pour être remis à qui il sera ordonné par le tribunal qui statuera sur le fond du droit.

### Article L153-10
Les dispositions du code de procédure pénale sur la poursuite des délits et contraventions, sur les citations et délais, sur les défauts, oppositions, jugements, appels et recours en cassation, sont applicables à la poursuite des délits et contraventions spécifiés par le présent code, sous réserve des dispositions particulières du présent titre.

### Article R224-1
Les gardes des bois particuliers sont commissionnés, agréés, assermentés et exercent leurs fonctions dans les conditions définies aux articles R. 15-33-24 à R. 15-33-29-2 du code de procédure pénale. La commission délivrée en application de l'article R. 15-33-24 de ce code désigne les bois que le garde des bois particulier est chargé de surveiller.

### Article R224-2
Les dispositions des articles R. 138-7, R. 138-9, R. 138-12, R. 138-14, 1er alinéa, R. 138-15, R. 138-19 et R. 138-20, sont applicables à l'exercice des droits d'usage dans les bois des particuliers.

## Formation
La formation de 8 h minimum dispensée aux candidats à l’agrément en qualité de garde des bois particulier comprend :
- des notions d’écologie appliquées à la gestion de la forêt ;
- la réglementation forestière ;
- les connaissances techniques nécessaires à l’exercice des fonctions de garde des bois particulier ;
- les connaissances halieutiques et cynégétiques nécessaires à l’exercice des fonctions de garde des bois particulier ;
- les conditions de régulation des espèces classées nuisibles.

Pour pouvoir être agréés, les gardes des bois et forêts particuliers doivent suivre une formation. Ils sont dispensés de cette formation s'ils ont été agréés pendant au moins trois ans en tant que gardes particuliers (cette activité doit avoir eu lieu avant le 1er décembre 2006, quand la formation n'était pas obligatoire).
La formation nécessaire pour remplir les conditions d’aptitude technique exigées pour exercer les fonctions de garde particulier est organisée en modules qui correspondent aux différents domaines d’intervention des gardes particuliers (art 2 de l'arrêté interministériel du 30 août 2006).
Tout garde des bois et forêts particulier doit avoir obtenu le certificat de suivi du module 1 (Notions juridiques de base droits et devoirs du garde particulier).
En outre, le garde des bois et forêts particulier doit avoir obtenu le certificat de suivi du module police forestière : module 4 (Art 3 de l'arrêté interministériel du 30 août 2006).
La formation pour le module police forestière est assurée par le CRPF, l'Office national des forêts, la Fédération inter départementale des gardes particuliers pour la protection de l'environnement, la Confédération nationale des garderies particulières (CNGPPE), l'Association des gardes chasse pêche environnement voirie routière (AGCPEVR) et les centres de formations agréées.

## Sources
- Code de procédure pénale
- Code forestier
- Décret n° 2006-1100 du 30 août 2006 relatif aux gardes particuliers assermentés, complétant le code de procédure pénale et modifiant le code de l'environnement et le code forestier
- « Arrêté interministériel du 30 août 2006 relatif à la formation des gardes particuliers et à la carte d’agrément »
- Circulaire interministérielle du 9 janvier 2007 relative à l’agrément des gardes particuliers. (NOR : DEVG0700003C)